# Vertrag von Tarent
Der Vertrag von Tarent war der letzte, im Sommer 37 v. Chr. nahe Tarent zwischen Marcus Antonius und Octavian geschlossene Vertrag, in dem die beiden Triumvirn noch einmal ihre latente Feindschaft beilegten.
Als Antonius und Octavian mit Marcus Aemilius Lepidus im Oktober 43 v. Chr. das Zweite Triumvirat schlossen, war Antonius der mächtigste in diesem Dreimännerkollegium und damit der militärisch stärkste Caesarianer. Doch mit seinem Sieg im Perusinischen Krieg (Anfang 40 v. Chr.) verbuchte Octavian einen deutlichen Machtzuwachs. Dementsprechend konnte er im Vertrag von Brundisium (Herbst 40 v. Chr.) durchsetzen, dass er alle westlichen Provinzen des Römischen Reichs bekam, während Antonius als Herr des Ostens des Imperiums anerkannt wurde. Lepidus durfte als nunmehrige Randfigur seine Provinzen in Nordafrika behalten. Im Sommer 39 v. Chr. suchten Antonius und Octavian einen Ausgleich mit Sextus Pompeius zu finden, der Italiens Nahrungsmittelzufuhr durch eine Seeblockade abschnitt, doch wurde der dabei geschlossene Vertrag von Misenum nicht eingehalten. Octavian fiel nun die Aufgabe zu, Pompeius zu bekämpfen, während Antonius die Gefahr der Partherinvasion im Osten beseitigen sollte. Letztere Aufgabe bewältigte Antonius’ Legat Publius Ventidius Bassus, während Octavian 38 v. Chr. eine schwere Niederlage gegen Pompeius einstecken musste.
Antonius, der sein Hauptquartier in Athen aufgeschlagen hatte, wollte nun einen Feldzug in das Partherreich selbst unternehmen und dafür zahlreiche Legionäre in Italien rekrutieren. Dieses Recht stand ihm laut dem Vertrag von Brundisium zu, war aber in der Praxis nur im Einverständnis mit Octavian realisierbar. Im Frühjahr 37 v. Chr. fuhr Antonius mit 300 Kriegsschiffen nach Brundisium, durfte aber nicht im Hafen der Stadt anlegen. Daraufhin segelte er weiter nach Tarent und bat Octavian durch Gesandte, sich mit ihm zu treffen. Doch Octavian schenkte weder dieser noch weiteren Delegationen des Antonius Gehör. Den drohenden Konflikt konnte erst Octavia abwenden, Octavians Schwester und Antonius’ Gattin. Sie begab sich zu ihrem Bruder und überredete ihn zu einem Treffen mit seinem Schwager. Bei dieser persönlichen Unterredung nahe Tarent demonstrierten Octavian und Antonius ihr Vertrauen zueinander und luden sich mehrmals gegenseitig ein. Sie schlossen den Vertrag von Tarent, der zwar die Grenze ihrer Herrschaftsbereiche unverändert ließ, sie aber zu gegenseitiger Hilfe verpflichtete.
Die wichtigsten Vertragspunkte waren, dass Antonius seinem Schwager sofort 120 seiner Schiffe für den Krieg gegen Sextus Pompeius überließ, während Octavian im Gegenzug versprach, Antonius 20.000 Legionäre für dessen Partherkrieg zu schicken. Diese Soldaten sollte Antonius freilich nie erhalten. Octavias Vermittlerrolle, die das Zustandekommen des Vertrags ermöglicht hatte, wurde gewürdigt, indem sie 20 Schiffe und 1000 Soldaten bekam, die sie aber an ihren Bruder bzw. Gemahl weitergab. Antonius erkannte die Vermittlungstätigkeit seiner Gattin sogar auf von ihm emittierten Münzen an. Außerdem wurde das bereits Ende 38 v. Chr. abgelaufene Triumvirat ohne Volksbeschluss um fünf Jahre bis Ende 33 v. Chr. verlängert. Der Vertrag wurde wie gewohnt durch die Anbahnung neuer familiärer Bande bekräftigt, indem Marcus Antonius Antyllus, der knapp zehnjährige Sohn des Marcus Antonius und der Fulvia, mit Iulia, der erst zweijährigen Tochter Octavians und der Scribonia, verlobt wurde. Lepidus, der dritte Mann des Triumvirats, wirkte in keiner Weise an der Übereinkunft mit – ein Zeichen, dass er von Antonius und Octavian als nicht mehr so mächtig erachtet wurde, als dass sie ihn hätten berücksichtigen müssen.
Die Zusammenkunft in Tarent sollte das letzte Treffen von Antonius und Octavian sein. Antonius kam nie wieder in seine italienische Heimat zurück. Nachdem er nach dem Abschluss des Vertrags von Tarent Octavia noch bis Korfu mitgenommen hatte, schickte er sie zu ihrem Bruder zurück. Auch diese Trennung sollte endgültig sein. Antonius pflegte ab nun ausschließlich Beziehungen mit der ägyptischen Königin Kleopatra. 31 v. Chr. verloren Antonius und Kleopatra die Schlacht bei Actium gegen Octavian und begingen im nächsten Jahr Selbstmord, wonach Octavian als Augustus erster römischer Kaiser wurde.

## Hauptquellen
- Appian, Bürgerkriege 5, 93–95
- Cassius Dio, Römische Geschichte 48, 54
- Plutarch, Antonius 35